# (18326) 1985 CV1
(18326) 1985 CV1 là một tiểu hành tinh nằm ở rìa ngoài của vành đai chính. Nó được phát hiện bởi Henri Debehogne ở Đài thiên văn La Silla ở Chile ngày 11 tháng 2 năm 1985.